# 天主教因斯布魯克教區
天主教因斯布魯克教區（拉丁語：Dioecesis Oenipontanus）是羅馬天主教在奧地利的一個教區。屬薩爾茨堡總教區。

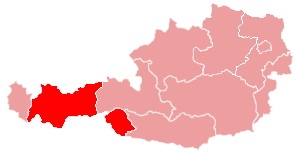
因斯布魯克教區管轄範圍圖

教區位於蒂羅爾州。2011年，有395,855名教友，估轄區總人口73.6%，有244個堂區、356名司鐸、60名終身執事、290名修士、237名修女。現任教區主教為曼弗雷德·舒爾。
1925年12月11日設因斯布魯克-費爾德基希宗座署理區，1964年8月6日升為教區，1968年12月8日易名至今。